# Las Palabras de Amor
"Las Palabras de Amor (The Words of Love)" es una balada de rock de la banda británica Queen. Fue publicado más tarde como el tercer sencillo de su álbum de 1982, Hot Space. Es cantada principalmente en inglés, pero contiene varios versos en español. Escrita por el guitarrista Brian May, la canción demostró más popularidad en el Reino Unido que su anterior sencillo ("Body Language"), alcanzando la posición #17 en UK Singles Chart.

## Antecedentes
Las letras de la canción fueron compuestas por May. La canción fue inspirada por la relación cercana que tenía la banda con sus fans de Argentina. Paradójicamente, este tema tuvo nula repercusión en Argentina, primero debido a la censura a toda la música en inglés acaecida durante la Guerra de las Malvinas, además que cuando fue editado el disco en el país, en septiembre de 1982, ya se sabía que el LP no había sido un éxito a nivel global, además que no logró captar el imaginario colectivo del público argentino, dado lo poco convincente que suena el estribillo en castellano. También marcó la última vez que Queen apareció en el programa de la BBC, Top of the Pops.

## Interpretaciones en vivo
Durante el Concierto homenaje a Freddie Mercury en 1992, esta fue la tercera canción de la segunda mitad, siendo interpretada por Zucchero y Queen. En la gira de Rock the Cosmos de Queen + Paul Rodgers en 2008, la canción fue interpretada en los países de habla hispana, siendo cantada por May.

## Otros lanzamientos
- La canción fue publicado como sencillo junto con "Cool Cat como lado B el 1 de junio de 1982.[8]
- La canción ha aparecido en numerosos álbumes compilatorios de Queen:
  - CD Single Box (1991)
  - Greatest Hits III (1999)
  - Ultimate Queen (1995)
  - The Platinum Collection (2000)
  - The Singles Collection Volume 2 (2009)
  - Queen Forever (2014)
  - The Studio Collection (2015)

## Otras versiones
- La cantante y actriz británica Elaine Paige grabó una versión para su álbum de 1988, The Queen Album.[9]

## Créditos
Créditos adaptados desde las notas del álbum.
- Freddie Mercury – voz principal y coros
- Brian May – guitarra eléctrica y acústica, teclado, coros
- Roger Taylor – batería, coros
- John Deacon – bajo eléctrico

## Posicionamiento
| Gráficas (1982–83)                  | Pico de posición |
| ----------------------------------- | ---------------- |
| Reino Unido (UK Singles Chart)      | 17               |
| Alemania (GfK Entertainment charts) | 68               |
| Países Bajos (Dutch Charts)         | 26               |